# 그 여자 사람잡네
《그 여자 사람잡네》는 2002년 4월 27일부터 2002년 10월 27일까지 방영된 SBS 주말극장으로, 생활환경과 성격이 다른 두 여자가 한 남자를 놓고 벌이는 사랑과 배신을 그린 드라마다.

## 등장 인물

### 주요 인물
- 강성연 : 한복녀 역
- 한고은 : 백상아 역
- 김태우 : 오천수 역

### 복녀네 집
- 권기선 : 배신녀 역

### 천수네 집
- 나문희 : 강봉순 역
- 조경환 : 오동추 역
- 오미연 : 주기자 역
- 손현주 : 오만수 역
- 김여진 : 여인숙 역
- 성낙만 : 오백수 역

### 상아네 집
- 신구 : 백선달 역
- 서인석 : 백수산 역
- 윤미라 : 양동희 역
- 정상훈 : 백공탄 역

### 그 외 인물
- 이지수 : 유난희 역
- 김동현 : 한복판 역
- 이인혜 : 마복남 역
- 이승형
- 권은아
- 최은석
- 손민우
- 조권탁
- 고주희
- 고주연

## 수상
- 2002년 SBS 연기대상 연속극부문 연기상 김태우
- 2002년 SBS 연기대상 여자 인기상 한고은

## 참고 사항
- 우리홈쇼핑 쇼호스트 유난희 차장이 직접 출연하였는데, 케이블TV 홈쇼핑 쇼호스트가 지상파 드라마에 출연한 것은 최초의 일이었다.[1]
- 특정 홈쇼핑업체를 촬영장소로 부각한 간접광고로 비판을 받았다.[2]
- 성(性) 고정관념적 요소를 자주 등장시켜 성차별적인 드라마라는 지적이 있었다.[3]